# Robert J. White
Pour les articles homonymes, voir White et Robert White.
Robert J. White, né le 21 janvier 1926, mort le 16 septembre 2010, est un neurochirurgien américain, connu pour ses transplantations de tête sur les singes.

## Biographie
Après la mort de son père durant la 2e guerre mondiale, Robert White a été élevé par sa mère et sa tante à Duluth dans le Minnesota.
Durant les années 1970, après une longue série d'expérimentations, White a transplanté la tête d'un singe sur le corps d'un autre. L'animal a survécu quelques jours ; toutefois, personne ne sachant réparer les dommages subis par les nerfs lors du sectionnement de la moelle épinière pour permettre la transplantation de la tête, son nouveau corps était donc paralysé en dessous du cou. La tête transplantée avec son cerveau peut voir, penser, sentir et goûter, elle fonctionne de la même manière que sur son corps d'origine, mais le cerveau ne peut pas contrôler son nouveau corps,.
Ce type d'expérimentations fit de White la cible des défenseurs des droits des animaux qui le surnommèrent Dr. Butcher et le dénoncèrent comme « symbolisant le caractère brutal et cruel de l'industrie de la vivisection ». Plusieurs collègues comme le neurochirurgien Jerry Silver, une expert dans la reconstruction des nerfs endommagés, condamnèrent ces vivisections à leur tour, les qualifiant de « profondément barbares ».
Au sujet des droits des animaux, White déclara « selon moi les animaux n'ont aucun droit. L'utilisation des animaux en recherche médicale n'a pas d'importance au regard de la théologie humanitaire. Les préoccupations relatives à des présumées souffrances ressenties par les animaux utilisés en recherche médicale constituent un préjudice social à l'encontre de la médecine, ou, plus sérieusement, des aberrations psychiatriques »
Au cours des années 1990, White envisageait de pratiquer le même type de transplantation de tête sur les humains et il pratiquait sur des cadavres à la morgue.
Le chirurgien estime que la transplantation de tête sur un corps sain appliquée aux humains pourrait sauver des patients de maladies n'affectant pas la tête, comme de multiples défaillances d'organes, les maladies du cœur, le diabète, etc. Les corps seraient obtenus de personnes en état de mort cérébrale. Néanmoins, il reconnaît qu'une telle transplantation soulèverait de graves questions d'éthique.
Robert White a exercé la chirurgie au MetroHealth Medical Center (en) et a enseigné à l'Université Case Western Reserve de Cleveland durant quarante ans. Il a conseillé le comité de bioéthique du pape Jean-Paul II et était membre de l'académie pontificale des sciences depuis 1994,,.